# Tuxtlavaktelduva
Tuxtlavaktelduva (Zentrygon carrikeri) är en starkt utrotningshotad fågel i familjen duvor som är endemisk för Mexiko.

## Utseende och läten
Tuxtlavaktelduvan är en 30 cm lång och rundlagd, marklevande duva. Den är ljust askgrå på huvud och bröst, med vit panna och svarta strupeside- och tygelstreck. Flankerna är bruna och buken vit. På ryggen syns purpurfärgad mantel som övergår i brunt på resten av ovansidan. Benen är röda. Lätet beskrivs som ett trestavigt "hu w-wohw" som upprepas var tredje sekund.

## Utbredning och systematik
Fågeln återfinns i sydöstra Mexiko (Sierra de Tuxtla i sydöstra Veracruz). Tidigare placerades den i släktet Geotrygon men genetiska studier visar att den står närmare exempelvis Zenaida. 

Arten förekommer endast i bergsområdet Sierra de los Tuxtlas i sydöstra Mexiko.

## Status och hot
Rostmaskpapegojan har ett mycket begränsat utbredningsområde och en mycket liten världspopulation bestående av uppskattningsvis endast 250–1000 vuxna individer. Den tros också minska i antal till följd av avskogning. Fågeln är därför upptagen på internationella naturvårdsunionen IUCN:s röda lista över hotade arter, kategoriserad som starkt hotad (EN).

## Namn
Fågelns vetenskapliga artnamn hedrar Melbourne Armstrong Carriker, Jr. (1879–1965), amerikansk ornitolog och entomolog som samlade in typexemplaret.